# أكاديمية اللغة البشكنشية
أوسكالتزينديا ( تترجم حرفيا. مجموعة من حفظة لغة الباسك ؛ الأكاديمية الملكية للغة البشكنشية (بالإنجليزية: الأكاديمية الملكية للغة الباسكية ) هي المؤسسة التنظيمية الرسمية للغة الأكاديمية التي تراقب لغة الباسك . وهي تجري الأبحاث وتسعى إلى حماية اللغة وتضع معايير الاستخدام. تُعرف باللغة الإسبانية باسم الأكاديمية الملكية للغة الباسكية (تحت الرعاية الملكية للنظام الملكي الإسباني، مثل الأكاديمية الملكية الإسبانية ) وفي الفرنسية باسم أكاديمية اللغة الباسكية . 

## التأسيس
تأسست أوسكالتزينديا في سياق عصر النهضة الباسكي [الإنجليزية] ( أوسكو بيزكونديا ،م 1876–1936) في الإطار الذي قدمه مؤتمر الدراسات الباسكية الذي عقد في أوناتي عام 1918م، في الوقت الذي تم فيه إعلان لغة الباسك كقيمة ثقافية مركزية. ليتم حمايتها وتعزيزها.  طالبت شخصيات مهمة من القرن التاسع عشر بالفعل بإنشاء أكاديمية للدفاع عن اللغة ( أوليباري, 1832; إيزيبيل, 1856 د.ابادي ودفوازين, 1862; خوسييه مانتيرولا, 1880 و أرتينانو , 1886)، وذلك خلال العقدين الأولين من القرن العشرين عندما أكدت كيانات مختلفة - بعضها علمي والبعض الآخر أكثر شعبية - على الحاجة إلى إنشائه الفوري. المساهمات العلمية لشخصيات أجنبية كبرى ( لويس لوسيان بونابرت، فان إيس، هوغو شوشاردت، دودجسون، غافيل، إلخ) ومن داخل البلاد ( أرتورو كامبيون [الإنجليزية]، أزكو، أوركيجو، إلخ)، بالإضافة إلى الطلب الصريح على خلق جزء من المنظمات الموالية للغة الباسكية (على سبيل المثال، يوسكو إسناليا ) مناخًا مناسبًا للسلطات العامة لتتولى مهمة إنشاء الأكاديمية.
جاءت المبادرة الأولى في هذا الاتجاه من حكومة مقاطعة بسكاي، والتي انضمت إليها فيما بعد حكومات المقاطعات الثلاث الأخرى في جزء شبه الجزيرة الإيبيرية من إقليم الباسك عام (1918)، مع الموافقة على النظام الأساسي وتشكيل أوسكالتزينديا بشكل قانوني في أكتوبر 1919 م . وبعد عام واحد، تم إطلاق مجلتها "أوسكيرا" ، وهي الجهاز الرسمي لنشر قواعدها وأعمالها البحثية، والتي بقيت حتى يومنا هذا.
ويمكن تلخيص الهيكل الداخلي والتنظيم الحالي على النحو التالي: تحكم الأكاديمية هيئة حاكمة تتكون من رئيس مجلس الإدارة ونائب الرئيس والسكرتير وأمين الصندوق . رؤساء أقسام الأبحاث والمراقبة هم أيضًا أعضاء. يجب أن تعقد الجلسات العامة مرة واحدة على الأقل في الشهر. وبموجب القواعد الحالية، تضم الأكاديمية 24 عضوًا كامل العضوية وعددًا غير محدود من الأعضاء المنتسبين. الأكاديمية موجودة في جميع أنحاء المنطقة التي يتم فيها استخدام اللغة الباسكية، مع مكتب رئيسي في بلباو ومكاتب إقليمية في بايون (بايونا)، ودونوستيا-سان سيباستيان، وإيرونيا-بامبلونا، وفيتوريا-جاستيز .

## التاريخ
في العقد ونصف العقد السابقين للحرب الأهلية الإسبانية (1919-1936)م، تمكنت الأكاديمية من ترسيخ نفسها كمؤسسة وبدأت مشروعها لتعزيز ولادة لغة أدبية قياسية، على الرغم من أنها لم تكن قادرة على تقديم تحليل دقيق. ، صياغة أكاديمية قوية لهذا الهدف. من ناحية أخرى، ساهم عملها في تلك الفترة بشكل حاسم في فهم أفضل للغة من خلال دراسات قيامة ماريا دي أزكو ( مورفولوجي فاسكا ، 1923-1934م) والمسوحات بعيدة المدى بين المتحدثين باللغة ( إريزكيزوندي إيروكويتزا، من عام 1922م. فصاعدًا). مجلة "أوسكيرا" هي شاهد صادق على العمل الذي تم إنجازه في ذلك الوقت.
في عام 1936م والسنوات التي تلت ذلك، في ظل السياسات اللغوية لإسبانيا فرانكو، تم تقليص الأنشطة السابقة للأكاديمية إلى الصمت حتى تمكن أزكو، بالتعاون مع فيديريكو كروتويج، من إعادة الحياة الأكاديمية في بداية الخمسينيات. تم إصلاح النظام الأساسي في عام 1954م، وتم انتخاب أعضاء جدد، ومنذ عام 1956م بدأت الأكاديمية تتمتع بوجود أكثر استقرارًا في شؤونها الداخلية وفي مؤتمراتها العامة واجتماعاتها المفتوحة (المؤتمر الأول بعد الحرب: أرانتزازو ، 1956م).
وتزامن العقد التالي (1956-1968)م مع جيل جديد من المتعاونين  ، وزيادة إدخال اللغة الباسكية في المدارس ثنائية اللغة غير الحكومية ( إيكاستولا )، وإحياء صحافة لغة الباسك والمحاولات الأولى لتدريس القراءة والكتابة الأساسية باللغة الباسكية، من بين مبادرات أخرى.
في عام 2019، نشرت الأكاديمية كتاب قاموس الباسك التاريخي الاشتقاقي ،  وهو أول قاموس باسكي تاريخي واشتقاقي شامل. 

## أوسكارا باتوا، إقليم الباسك الموحد
لقد كانت أوسكالتزينديا مدافعًا قويًا ونشطًا عن إدخال معيار موحد للغة الباسك، المعروف باسم " أوسكارا باتوا "، أو الباسك الموحد.  تم تقسيم لغة الباسك عادة إلى 8 لهجات مختلفة، تختلف في مستوى الوضوح المتبادل. أول تحليل جدلي مفصل كان بواسطة لويس لوسيان بونابرت . ومع ذلك، فقد رأى الكثير من الناس في هذا ضعفًا في كفاح اللغة من أجل البقاء في عالم يتم فيه القضاء على لغات الأقليات المستخدمة في الدول بواسطة اللغة الرسمية لتلك الدول. بعد أن تعرضت لعدة قرون لضغوط من كلا الجانبين من قبل الإسبانية والفرنسية، وتحت حكم فرانكو الذي اقترب من الانقراض، شعرت الأكاديمية بالحاجة إلى إنشاء لهجة موحدة للغة الباسكية، حتى تتمتع اللغة بفرصة أكبر للبقاء. كان الباسك الموحد يعتمد كثيرًا على لهجة الجيبوثكوان، وهي اللهجة ذات التراث الأدبي الأغنى.
وضع مؤتمر أرانتزازو [الإنجليزية] عام 1968م المبادئ التوجيهية الأساسية لتحقيق هذا الهدف بطريقة منهجية (المعجم، والصرف، والتصريف، والتهجئة). تم اتخاذ خطوة أخرى في عام 1973م باقتراح إنشاء تصريف قياسي.
إن الجدل الناشئ عن هذه المجموعة الجديدة من قواعد اللغة القياسية (1968-1976)م لم يمنعها من أن تصبح مقبولة بشكل متزايد في التدريس، ووسائل الإعلام، والإدارة (1976-1983)م، في سياق الحكومة الإقليمية المزدهرة (قانون الحكم الذاتي في أوسكادي ، 1979م؛ تحسين ميثاق نافار ، 1982م). ومع ذلك، لا يزال الكثير من الناس يعارضون فرض لهجة واحدة من لغة الباسك.
تقوم أوسكالتزينديا بتقديم المشورة إلى الإدارات الباسكية الراغبة في إضفاء الطابع الرسمي على أسماء الأماكن الباسكية. يتم تمويله من قبل السلطات الثقافية في بيسكين وجيبوثكوان وألافيز ونافاريس وإسبانيا وفرنسا .

## الأكاديميون السابقون البارزون
- غابرييل أرستي
- أنطونيو أرو
- القيامة ماريا أزكو
- جوركا أوليستيا
- خوسيه ميجيل باراندياران
- خوليو كارو باروجا
- جوان كورومينس
- باليندين انبيتا
- جوشوا فيشمان
- مانيكس جويهينتكس
- فيديريكو كروتفيج
- خوان ماري ليكونا
- كولدو ميتكسلينا
- رايموندو أولابيدي
- خوسيه ماريا سانشيز كاريون
- هوغو شوشاردت
- جوان ماري توريالداي
- أنطونيو توفار
- خوليو دي أوركيجو
- جوليان فينسون
- خوسيه جونزالو زوليكا
- آلان ر. كينغ

## الأكاديميين الحاليين
- لويس أرانبيري
- جوكس أوستن أريتا
- برناردو أتكساجا
- جوكس أزورميندي
- ميرين أجور ميبي
- لورا مينتيجي
- لورد أونيديرا
- جوزيبا ساريونانديا
- ميرين أزكاراتي فيلار
- ميكيل زالبيد

## روابط خارجية
- Orotariko Euskal Hiztegia (قاموس الباسك العام)
- Euskara Batuaren Eskuliburua(دليل لغة الباسك القياسية)
- Literatura Terminoen Hiztegia (قاموس المصطلحات الأدبية)